# Rio Marne
O Marne ou, na sua forma portuguesa, Marna é um rio francês, com cerca de 525 km, e é um dos principais afluentes do rio Sena. O rio deu o nome aos departamentos de Haute-Marne, Marne, Seine-et-Marne, e Val-de-Marne.

## Localização
O Marne nasce no planalto de Langres, desenvolve-se para norte e inclina-se para oeste vindo a desaguar no rio Sena a leste de Paris. 
Na região de Champagne parte da água é desviada para o lago artificial de Der-Chantecoq, de forma a controlar o nível das águas e assim evitar inundações

## Departamentos e principais cidades atravessadas

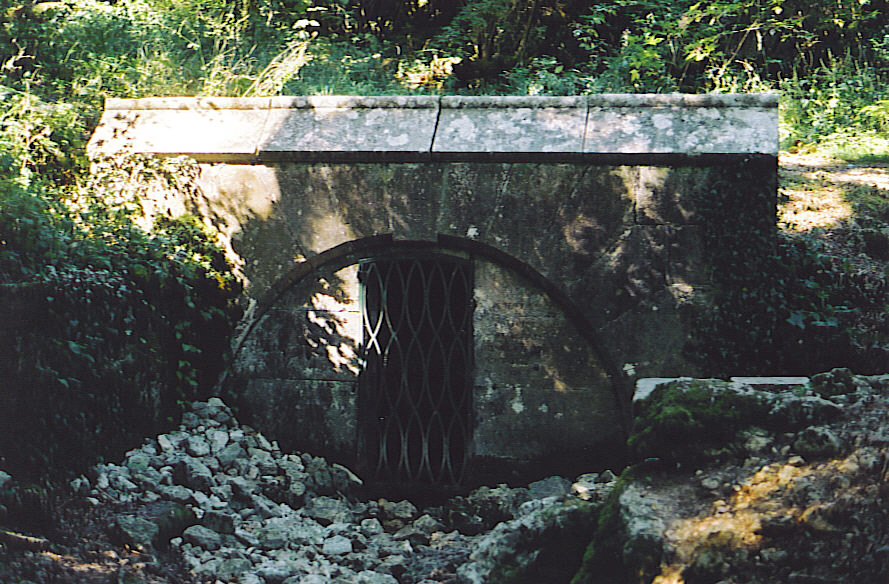
A nascente do Marne

- Haute-Marne: Chaumont, Saint-Dizier
- Marne: Châlons-en-Champagne, Épernay
- Aisne: Château-Thierry
- Seine-et-Marne: Meaux
- Seine-Saint-Denis: Neuilly-sur-Marne, Noisy-le-Grand
- Val-de-Marne: Nogent-sur-Marne, Créteil, Charenton-le-Pont, Champigny-sur-Marne, Saint-Maur-des-Fossés, Joinville-le-Pont, Saint-Maurice

## A importância estratégica
O rio Marne foi palco de duas importantes batalhas na Primeira Guerra Mundial. A primeira batalha decorreu de 5 de setembro a 12 de setembro de 1914 e a segunda de 15 de julho a 5 de agosto de 1918.

## Os pintores do Marne

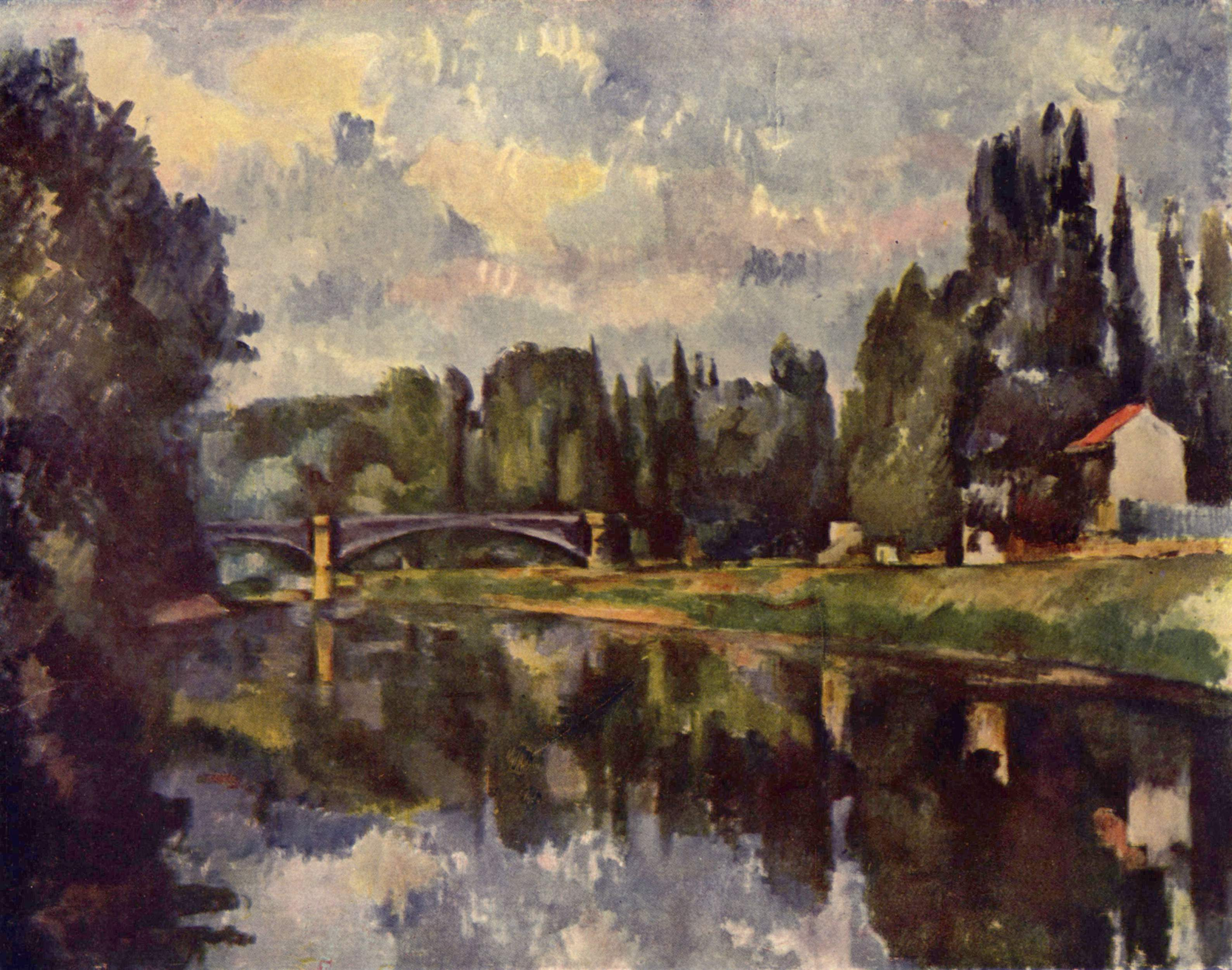
O Marne pintado por Cézanne

Durante os séculos XIX e XX, o Marne foi fonte de inspiração para numerosos artistas, nomeadamente:
- Camille Corot
- Paul Cézanne
- Camille Pissarro
- Henri Rousseau
- Albert Marquet